# Машкин, Олег Валерьевич
Оле́г Вале́рьевич Ма́шкин (30 мая 1979, Николаев) — украинский боксёр второй средней весовой категории, выступал за сборную Украины в первой половине 2000-х годов. Серебряный призёр чемпионата мира, чемпион Европы, трёхкратный чемпион национального первенства, заслуженный мастер спорта. В настоящее время является спортивным функционером в области бокса.

## Биография
Олег Машкин родился 30 мая 1979 года в Николаеве. В детстве активно занимался спортивной гимнастикой и дзюдо, но в конечном счёте сделал выбор в пользу бокса — сначала тренировался под руководством Сергея Меджидова и Сергея Корчинского, затем продолжил подготовку у заслуженного тренера Украины Виктора Запорожца. Первого серьёзного успеха на ринге добился в 1996 году, когда выиграл юниорский чемпионат Европы и стал серебряным призёром юниорского чемпионата мира. В 2000 году впервые выиграл взрослое национальное первенство, с этого момента начал попадать в основной состав сборной страны.
В 2002 году Машкин завоевал золотую медаль на чемпионате Европы в Перми, одолев всех своих соперников во второй средней весовой категории. За это достижение удостоен почётного звания «Заслуженный мастер спорта». Год спустя в третий раз подряд выиграл первенство Украины и съездил на чемпионат мира в Бангкок, откуда привёз награду серебряного достоинства (в решающем матче уступил представителю Казахстана Геннадию Головкину). Благодаря череде удачных выступлений удостоился права защищать честь страны на летних Олимпийских играх 2004 года в Афинах, планировал побороться здесь за медали, но на стадии четвертьфиналов проиграл боксёру из Таиланда Сурия Со. Пхленчиту. Участвовал также в зачёте чемпиона Европы в Пуле, однако уже на отборочном этапе потерпел поражение от россиянина Гайдарбека Гайдарбекова. Вскоре после этой неудачи принял решение завершить карьеру спортсмена.
Машкин окончил Николаевское высшее училище физической культуры (1996), а также Николаевский национальный университет имени В. А. Сухомлинского (2000). В 2003 году признавался в Николаеве «Горожанином года» в номинации «Физкультура и спорт». Ныне занимает должность вице-президента клуба бокса «Николаев» и вице-президента Федерации бокса Николаевской области.